# Cornelis Zwikker
Cornelis Zwikker (Zaandam, 19 augustus 1900 – Zwijndrecht, 20 april 1985) was een Nederlands natuurkundige.

## Biografie
Zwikker werd geboren in Zaandam als zoon van Klaas Cornelisz Zwikker, een winkelier, en Klaartje Dil. In 1918 ging hij studeren aan de Universiteit van Amsterdam, aanvankelijk scheikunde maar later stapte hij over op de wis- en natuurkunde. Hij promoveerde in 1925 onder Pieter Zeeman op het proefschrift: "Eigenschappen van wolfraam bij hoge temperaturen".
Vanaf 1923 was Zwikker werkzaam als wetenschappelijk onderzoeker bij Philips in Eindhoven, maar in 1929 al werd hij benoemd tot gewoon hoogleraar in de theoretische en toegepaste natuurkunde aan de Technische Universiteit Delft. Zwikker was betrokken bij het akoestische ontwerp van geluidstudio's, onder andere die van de AVRO. Ook had hij bestuursfuncties bij verscheidende natuurkunde gerelateerde organisaties, zoals voorzitter van de Nederlandse Natuurkundige Vereniging (NNV) en hoofdredacteur van het Nederlands Tijdschrift voor Natuurkunde (NTvN).
In 1945 vroeg hij ontslag aan van zijn hoogleraarschap in Delft en werd hij technisch directeur van de afdeling "Licht" van Philips. Van 1 november 1952 tot 1 november 1956 was Zwikker directeur van het Nederlands Luchtvaart Laboratorium (NLL). Daarnaast adviseerde hij jarenlang het NLL en NLR als lid van de Wetenschappelijke Commissie, van 1968 tot 1972 als voorzitter. Tussen 1956 en 1970 was hij opnieuw hoogleraar natuurkunde, maar nu aan de Technische Universiteit Eindhoven. In 1971 werd hij erelid van het Nederlands Akoustisch Genootschap. Hij werd gedecoreerd tot Ridder in de Orde van de Nederlandse Leeuw.
Zwikkers bijdragen aan de wetenschap waren met name op het gebied van de natuur- en scheikunde. In de scheikunde introduceerde hij de Zwikkertest, een spottest om barbituraten te identificeren. In de natuurkunde is hij vooral bekend voor zijn bijdragen in de akoestiek. Tevens is hij de auteur van een klassiek leerboek: "The Advanced Geometry of Plane Curves and Their Applications", ontwikkeld om te leren hoe complexe getallen gebruikt kunnen worden naar de studie van krommen en de oplossing van problemen in geometrie en techniek.
- Gemeinsame Normdatei: 1055203206
- International Standard Name Identifier: 0000 0001 0896 6836
- Library of Congress Control Number: n86863764
- Nationale Bibliotheek van Israël: 987007440505205171
- Nederlandse Thesaurus van Auteursnamen: 067557988
- Système universitaire de documentation: 083927921
- Virtual International Authority File: 47130449
- WorldCat: E39PBJjhF4qtkpvv8QT6KmWJjC